# 川鄂新樟
川鄂新樟（学名：Neocinnamomum fargesii）为樟科新樟属下的一个种。